# Dolmen von Velilla

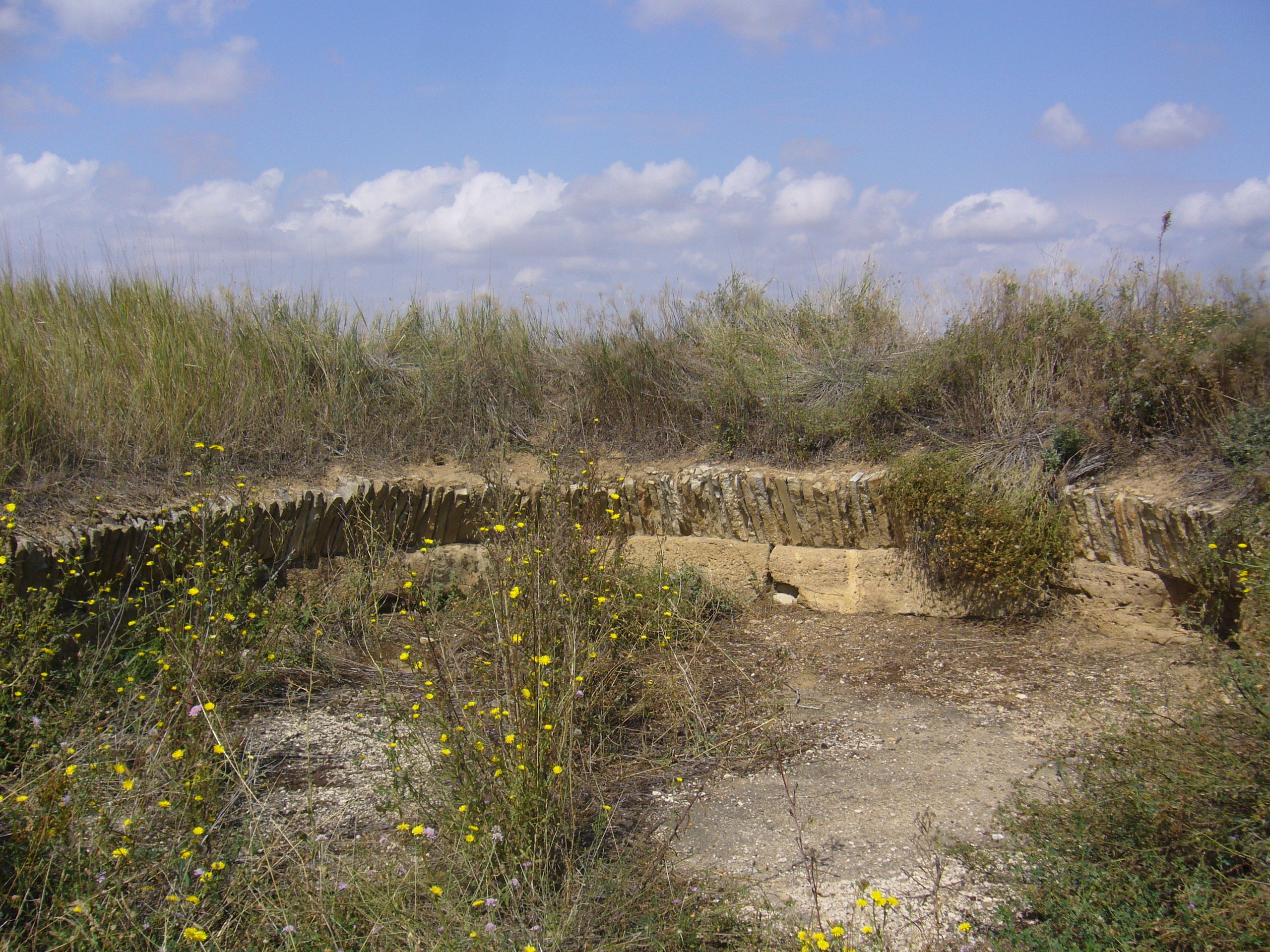
Dolmen de la Velilla

Der aus dem 3. Jahrtausend v. Chr. stammende Dolmen von Velilla liegt auf einem kleinen Hügel nördlich der Stadt „Osorno la Mayor“, in Richtung „Abia de las Torres“, in der Provinz Palencia in Spanien.
Der untere erhaltene Bereich des runden Kollektivgrabes von etwa 20,0 Metern Durchmesser besteht aus zehn großen Kalksteinblöcken, auf denen eine Steinlage aus vielen eng stehenden langen schmalen Steinen aufliegt, die von den Resten eines steinversetzten Erdhügels von etwa 40,0 Metern Durchmesser umgeben sind. Der Kammerboden des Dolmens, der vermutlich von einem Kraggewölbe überdeckt war, das eine Kuppel bildete, besteht aus zerhacktem Kalkstein.
Im Inneren wurden die Knochen von mehr als 100 Personen gefunden, von denen einige mit rotem Ocker bestreut waren. Als Grabbeigaben fanden sich mit geometrischen und capricornen (steinbockartigen) Mustern verzierte Knochenfiguren, Schmuck (Perlen) sowie Äxte, Messer und Pfeilspitzen aus Feuerstein.